# Fabula Suite Lugano
Fabula Suite Lugano is een studioalbum van de Noor Christian Wallumrød met zijn ensemble. Dat ensemble kende de afgelopen jaren steeds wisselingen in personeel. Fabula Suite Lugano is opgenomen in de Radio Svizzera-studio te Lugano in de maand juni 2009. Het album valt niet in een genre in te delen. De muziek wisselt per nummer (of soms in een nummer) van barok tot freejazz en alles wat daar tussenin zit. De rustige gedeelten lijken op muziek van bijvoorbeeld John Cage en Morton Feldman, zeer breekbare muziek die elk muziek kan ophouden zonder dat dat gebeurt. Drukkere gedeelten, zoals het eerste nummer beginnend met irritante tremolos zoals bij echte muggen, lijken daar in het geheel niet op. De losse structuur wordt af en toe afgewisseld door het spelen van een sonate van Domenico Scarlatti of de vaste structuur van een marsachtige Jumpa.   
Het album is bijzonder in het repertoire binnen ECM Records. Meestal duurt het meer dan een jaar tussen de daadwerkelijk opname en de uitgifte. Bij dit album was de termijn minder dan 4 maanden.

## Musici
- Christian Wallumrød – piano, harmonium, speelgoedpiano
- Eivind Lønning – trompet
- Gjermund Larsen – viool, Hardangerviool, altviool
- Tanja Orning – cello
- Giovanna Pessi – barokharp
- Per Oddvar Johansen – slagwerk, percussie, glockenspiel

## Muziek
Alle van Wallumrød, behalve waar aangegeven

| Nr. | Titel                                  | Duur |
| --- | -------------------------------------- | ---- |
| 1.  | Solemn mosquitoes                      | 5:10 |
| 2.  | Pling                                  | 7:46 |
| 3.  | Drum (Johansen)                        | 1:53 |
| 4.  | Jumpa                                  | 3:49 |
| 5.  | Dancing deputies                       | 3:04 |
| 6.  | Quite funebre                          | 3:55 |
| 7.  | Scarlatti sonata (Scarlatti/Wallumrød) | 1:53 |
| 8.  | Snake                                  | 3:40 |
| 9.  | Knit                                   | 2:49 |
| 10. | Duo (Larsen/Lønning)                   | 1:50 |
| 11. | I had a mother who could swim          | 2:58 |
| 12. | Blop                                   | 4:07 |
| 13. | The gloom and the best man             | 6:12 |
| 14. | Jumpa nr. 2                            | 2:33 |
| 15. | Valse dolcissima                       | 5:52 |
| 16. | Glissando                              | 2:40 |
| 17. | Mosquito curtain call (Orning/Pessi)   | 2:06 |
| 18. | Solo                                   | 2:44 |